# Aricidea pseudoarticulata
Aricidea pseudoarticulata är en ringmaskart som beskrevs av Edward Hobson 1972. Aricidea pseudoarticulata ingår i släktet Aricidea och familjen Paraonidae.
Artens utbredningsområde är Mexikanska golfen. Inga underarter finns listade i Catalogue of Life.